# صموئيل غلازر
صموئيل غلازر (بالإنجليزية: Samuel Glazer)‏ هو شخصية أعمال ورائد أعمال أمريكي، ولد في 24 فبراير 1923 في كليفلاند في الولايات المتحدة، وتوفي في 12 مارس 2012 في كليفلاند كلينك في الولايات المتحدة.